# Cromoproteïna
Una cromoproteïna o cromoproteid (del grec χρῶ-μα/-ματος, khrōm "color" i πρώτειος, prōteīna "substància fonamental") són aquelles biomolècules que tenen un grup prostètic acolorit. Les cromoproteïnes tenen una sèrie de característiques que són comunes a totes les proteïnes com ara la seva estructura (principalment són globulars) i les seves propietats fisicoquímiques (necessiten unes condicions òptimes per realitzar la seva funció). Les cromoproteïnes, en concret, tenen com a característica comuna la presència d'un grup prostètic que els dona un color específic. La naturalesa d'aquest grup cromòfor pot arribar a ser molt variada.

## Tipus de cromoproteïnes
La presència o absència d'un nucli tetrapirròlic anomenat porfina, que es combina amb un metall donant com a resultat una porfirina, s'utilitza com a criteri de divisió dels cromoproteïnes. Així, es classifiquen en dos grans grups:
- Cromoproteïnes porfiríniques:
  - Respiratoris: Hemoglobines, cruorines, citocroms, enzims hemínics
  - No respiratoris: Cloroplastines, ficobilines
- Cromoproteïnes no porfiríniques:
  - Respiratoris: Hemeritrines, hemocianines
  - No respiratoris: Carotenoproteids, flavoproteids, melanoproteids, quinonproteids

### Cromoproteïnes porfiríniques
Els cromoproteïnes porfirínics són el grup més important dins dels cromoproteïnes. Tenen com a grup prostètic una metaloporfirina, és a dir, una associació d'un anell porfíric amb un metall (Fe, Mg, Co...). Dins del grup dels cromoproteïnes porfirínics hi ha una gran variabilitat en l'aspecte funcional, tot i que és molt probable que tinguin el mateix origen evolutiu. La seva importància biològica és extraordinària, en aquest grup hi figuren catalitzadors, transportadors d'oxigen, i fins i tot, els pigments responsables de la realització de la fotosíntesi.

#### Propietats i característiques de les porfirines

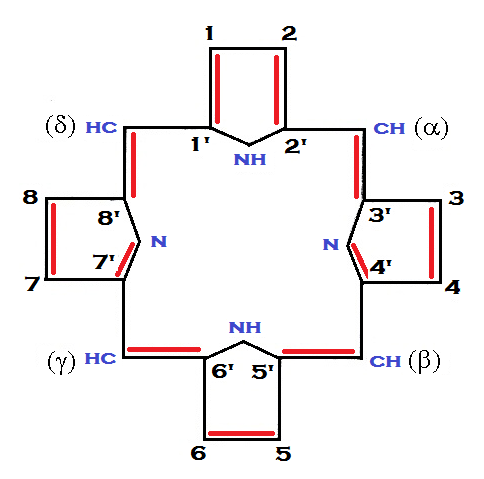
Anell porfirínic.

La metaloporfirina dona certes propietats i característiques als cromoproteïnes. Totes les porfirines tenen un nucli comú format per quatre anells pirròlics entrelligats, amb uns radicals laterals i un àtom metàl·lic central, que s'uneix mitjançant quatre enllaços de coordinació. Amb aquesta estructura es crea una molècula amb ressonància electrònica semblant a la que existeix en els derivats aromàtics i que li confereix al conjunt policíclic una elevada resistència química. A més a més, la conjugació del dobles enllaços justifica la intensa coloració pròpia d'aquests compostos i la seva resistència a la reducció. S'ha de tenir en compte que, com en totes les estructures ressonants, els dobles enllaços conjugats no es troben fixos en unes posicions determinades. En total hi ha onze enllaços dobles, que independentment de la seva distribució, només donen estructura pirròlica a un dels anells; de la resta, un és del tipus maleinimida i els altres dos són pirrolènics. Malgrat tot, els quatre anells són equivalents i els ponts metènics es designen amb lletres gregues.
La introducció de substituents a les posicions externes (que estan senyalitzades de l'1 al 8) dona lloc als diferents tipus de porfirines conegudes. Encara que teòricament el tipus de substituent podria ésser qualsevol radical, a la pràctica es redueixen als següents: -CH₃; -CH=CH₂; -CHOH-CH₃; -CH₂-CH₃; -CH₂COOH; -CH₂-CH₂COOH, i les amides corresponents a aquests darrers àcids.
Cada tipus de porfirina ve definida per la naturalesa dels seus substituents, que s'uneixen a les posicions externes dels anells pirròlics. Quatre substituents iguals, depenent de la seva ordenació, poden formar un nombre variable d'isòmers. Hi ha diferents tipus de porfirines: mesoporfirines, protoporfirines, hematoporfirines, entre d'altres.
Les porfirines són substàncies insolubles en aigua, per aquest motiu quan s'uneixen a proteïnes solubles en un medi aquós, es col·loquen en el seu nucli, allunyant-se al màxim de l'aigua. Aquesta distribució es dona en l'hemoglobina, la mioglobina… Són substàncies poc solubles en alcohol i èter, i solubles en cloroform, piridina, acetat d'etil... Les seves solucions solen tenir un color vermellós. Són compostos generalment estables, amb punts de fusió elevats (per sobre dels 250 °C). Són resistents a la reducció i a l'oxidació suau. Amb una reducció més forta els ponts metènics es trenquen i es poden obtenir quatre bases pirròliques.

#### Cromoproteïnes respiratòries

##### Hemoglobines

Hemoglobina

Les hemoglobines constitueixen els pigments respiratoris de tots els vertebrats i també d'alguns invertebrats. De fet, els glòbuls vermells de l'espècie humana contenen al voltant d'un 32% d'hemoglobina (el que representa uns 150g per litre de sang total). Estan constituïdes per la unió d'una proteïna de tipus globina amb un o diversos grups prostètics de tipus ferrohemo.
Les molècules d'hemoglobina dels mamífers, encara que difereixen en la constitució de les seves fraccions proteiques, tenen en tots els casos, un pes molecular de 68000. Cada molècula està composta per dues meitats estructurals químicament idèntiques. Posseeix el doble eix de simetria perpendicular a l'eix de cilindre. Els quatre grups hemo es disposen a la superfície de la molècula per parelles, en plans perpendiculars a l'eix longitudinal de les hèlixs de les cadenes peptídiques. Si es jutja pel nombre de grups aminoterminals, les diferents globines de les diferents espècies estudiades presenten un nombre variable de cadenes peptídiques (de quatre a sis) disposades en forma considerablement replegada per encaixar en la disposició globular de la molècula.
Hi ha una gran diversitat d'hemoglobines, les corresponents a una espècie animal difereixen de les restants en diferents característiques, per exemple: en l'especificitat serològica, en detalls de la seva composició, i fins i tot, en algunes propietats. Només algunes característiques globals es mantenen inalterades en totes les hemoglobines sanguínies dels vertebrats, entre d'altres, la massa molecular global, el tipus de ferrohemo i el contingut en ferro. Donada aquesta diversitat, no hi ha raons significatives per separar totalment del grup hemoglobines a altres hemoproteids més discrepants.

##### Mioglobines
Com en el cas de les hemoglobines, dins de les mioglobines hi ha diferències segons l'espècie animal de procedència. Presenten una major afinitat per l'oxigen que l'hemoglobina, fet que té una gran importància fisiològica, ja que d'aquesta manera es facilita la transferència d'oxigen des de la sang al múscul (on es troba majoritàriament) formant en aquest un reservori. Les mioglobines tenen pesos moleculars que corresponen sensiblement a la quarta part dels pesos de les hemoglobines. Tenen un pes molecular de 16.800, només tenen un grup ferrohemo i una sola cadena peptídica.

##### Leghemoglobines
Les leghemoglobines, també conegudes com a “hemoglobines dels nòduls radicals de les lleguminoses”, constitueixen una autèntica raresa biològica, es produeixen com a resultat de la simbiosi entre un vegetal i un bacteri (Rhizobium). Són semblants en totes les seves característiques a les hemoglobines sanguínies i musculars, però no posseeixen funcions transportadores d'oxigen sinó que participen en la fixació de nitrogen atmosfèric. El seu pes molecular és lleugerament inferior a 20000 i té només un grup ferrohemo per molècula.

##### Eritrocruorines
De la totalitat dels hemoproteids respiratoris dels invertebrats, hi ha un grup que està contingut a l'interior de les cèl·lules, però també hi ha un grup extracel·lular, aquests darrers són denominats eritrocruorines. Usualment tenen un pes molecular molt elevat, sempre múltiple de 17000.

##### Clorocruorines
Les clorocruorines són pigments respiratoris característics d'anèlids tubícoles. Són pigments extracel·lulars i tenen un pes molecular molt elevat. El seu grup prostètic és una ferroporfirina particular que deriva de l'anomenada spirographis-hemina. En solucions diluïdes són verdes, d'aquí el seu nom, encara que en les solucions concentrades són vermelles però amb fluorescència verda.

##### Citocroms
Els citocroms constitueixen un grup de proteids ferroporfirínics de gran importància bioquímica, perquè existeixen a totes les cèl·lules aeròbies de qualsevol tipus d'ésser viu. A diferència del que passa en tots els tipus de cromoproteïnes transportadors d'oxigen de grup ferrós, en els que el ferro roman sempre divalent, als citocroms es realitza una oxidació i reducció reversible essencial per la seva funció fisiològica de transport d'electrons.
Són característiques dels citocroms les bandes del seu espectre d'absorció, ja que han permès la demostració de l'existència de molts tipus diferents. De tot el conjunt de citocroms el més conegut és el citocrom c, que s'obté cristal·litzat, amb relativa facilitat, a partir dels llevats o del múscul cardíac. El seu pes molecular (13000) és el més baix entre tots els dels ferroproteids coneguts. Està constituït per un sol grup ferroporfirínic que és de tipus protoporfirina i és notablement estable enfront dels àcids i la calor. Encara que sigui imprescindible a les cèl·lules aeròbies, la seva proporció als materials biològics és molt inferior a l'existent d'hemoglobines i mioglobines.

#### Cromoproteïnes no respiratories

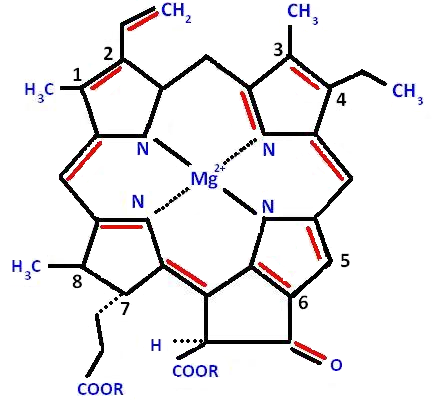
Cloroplastina.

##### Cloroplastines
Als cloroplasts actius de totes les plantes verdes la clorofil·la es troba associada a les cadenes heteroproteiques en forma de cloroplastina. La metaloporfirina característica de les cloroplastines és la clorofil·la, a la qual el magnesi actua com a metall coordinant. Les clorofil·les són molt sensibles a l'acció de l'oxigen i mantingudes a l'aire perden la seva capacitat de cristal·lització, ja que experimenten una oxidació, anomenada alomerització.
Les clorofil·les són èsters dobles d'una metaloporfirina peculiar, la clorofilina, que deriva de la protoporfirina IX i presenta una ciclació peculiar a expenses del residu propiònic en 6 i el grup metènic γ. El fitol present a l'estructura de la clorofil·la és essencialment responsable de la liposolubilitat de les clorofil·les.

##### Ficobilines
Les ficobilines o també anomenades ficobiliproteïnes són proteïnes amb un grup prostètic tetrapirròlic lineal, anomenat bilina que es troba unit covalentment als residus de les cisteïnes de la cadena peptídica. Es poden trobar a cianobacteris i en algunes algues (rhodophytas, cryptomonads, glaucocystophytas) que capturen l'energia llumínica que després és traspassada a la clorofil·la durant la fotosíntesi. Existeixen tres tipus de ficobilines: la ficocianina, la ficoeritrina i la aloficocianina.

### Cromoproteïnes no porfiríniques
La característica comuna dels cromoproteïnes no porfirínics és l'absència de la metaloporfirina, la qual cosa augmenta considerablement la seva variabilitat. Tot i ser un grup de menor importància que els porfirínics, tenen un paper important en les diferents funcions dels éssers vius. Estan implicades, entre d'altres, en reaccions redox o en funcions enzimàtiques.

#### Tipus de cromoproteïnes no porfiríniques
Es classifiquen en dos grans grups:

##### Cromoproteïnes respiratòries
Un grup important de cromoproteïnes no porfirínics està constituït per pigments respiratoris d'invertebrats, que contenen ferro, com per exemple l'hemeritrina, o coure, com l'hemocianina. Els corresponents a altres metalls són d'escassa importància. Destaquen entre ells l'hemovanadina, pigment respiratori dels ascidis, que conté vanadi. Aquesta no sembla que es combini directament amb l'oxigen, sinó que redueix al citocrom C actuant d'aquesta manera en els processos d'oxidoreducció.

###### Hemeritrines
Les hemeritrines es troben majoritàriament en cucs marins (Sipunculus, Phymosoma, Priapulus, etc.) dissolts en el líquid celòmic. Contenen una proporció variable de ferro (0,81% en Sipunculus nudus) que se separa fàcilment de la proteïna per l'acció dels àcids diluïts. El ferro sembla fixar-se a la proteïna a través de cadenes laterals sulfhídriques i passaria a l'estat fèrric durant l'oxigenació. Tant les formes oxigenades com les reduïdes del pigment són de color marró. La seva capacitat de fixació d'oxigen és inferior a la de les hemoglobines. L'òxid de carboni no les afecta. El seu pes molecular és de 66.000 a 120.000.

###### Hemocianines
Les hemocianines són pigments de coure que realitzen funcions respiratòries en cefalòpodes, mol·luscs i diversos crustacis. Es troben dissolts en l'hemolimfa i són de tipus globular. Se separen per diàlisi i precipitació salina en el punt isoelèctric (pI). Les formes oxigenades del pigment són blavoses i les reduïdes incolores, el coure passaria en l'oxigenació de l'estat cúpric al cuprós. El seu pes molecular és elevat, de 360.000 en els crustacis a 5.000.000 en els mol·luscs, això no obstant, aquestes macromolècules gegants es dissocien amb facilitat en subunitats en solucions diluïdes lleugerament àcides o alcalines. Es combinen amb l'oxigen en proporció d'una molècula d'oxigen per dos àtoms de coure i la seva afinitat per ell és molt inferior a la de l'hemoglobina.

##### Cromoproteïnes no respiratòries

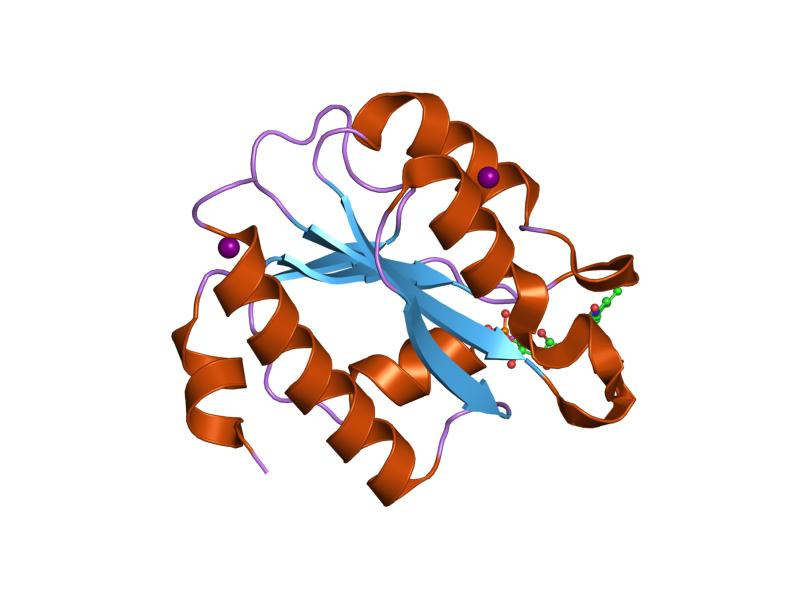
Flavoproteina.

Dintre de les no respiratòries podem trobar cromoproteïnes amb metall o sense.
- Amb metall

a)	Coure
1.	Hemocupreïna: cuproproteïna sense funció respiratòria que contenen els eritròcits de diversos animals (vaca, cavall, ovella).
2.	Hepatocupreina: cuproproteina semblant a l'hemocupreina existent en el fetge. És soluble i de color blau-verdós. Conté al voltant d'un 0,34% de coure.
3.	També són cuproproteines diversos tipus d'enzims oxidàsics.
b)	Ferro
1.	 Ferritina: una de les ferroproteïnes més abundant que constitueix la forma principal de reserva de ferro, acumulant-se en la melsa i el fetge principalment. En l'home, al voltant del 25% del ferro total es troba en forma de ferritina (55% en hemoglobina i 10% en mioglobina; en total, uns 4,5 grams). El ferro de la ferritina es troba en forma de micel·les d'un hidròxid de composició aproximada Fe(O₂H)₈ o (FeOPO₃H₂) i assoleix proporcions molt elevades de l'ordre del 23%. Per reducció seguida de diàlisi el ferro es desplaça i queda la proteïna lliure o apoferritina, amb un pes molecular de 465.000 que s'ha obtingut cristal·litzada i en la composició de la qual destaca l'elevada proporció d'àcid glutàmic i leucina (gairebé el 20% de cada un d'ells).
2.	Siderofilina plasmàtica: ferroproteïna amb funció transportadora.
- Sense metall

a)	Carotenoproteids
Es poden trobar en crustacis i vertebrats. En els primers són responsables de la pigmentació externa i en els vertebrats participen en la funció visual (púrpura visual derivada del retinene). Es coneix molt poc sobre la naturalesa del pròtid corresponent.
b)	Flavoproteids
Els flavoproteids tenen per grup prostètic derivats fosforilats de la riboflavina o vitamina B2. La seva importància és extraordinària per la seva naturalesa enzimàtica (flavoenzims), participen en processos d'oxidoreducció com a deshidrogenases.
c) Cromoproteïnes quinòniques
Es coneixen cromoproteïnes quinòniques de diferent naturalesa, les més difoses tenen grups prostètics de tipus antraquinònic, tals com la púrpura antiga i altres derivats dels àcids carmínic i quermèsic. També presenten estructures quinoides complexes les melanines, pigments responsables de la coloració de la pell i el cabell i la producció de la qual s'incrementa per l'acció dels raigs solars. A vegades són productes de secreció, com en la tinta dels cefalòpodes o tenyeixen estructures específiques com la coroides.
Un grup important de pigments quinònics són els omocroms, que es poden trobar als omatidis dels insectes, àmpliament als artròpodes i també als mol·luscs.